# Cadbury
Cadbury (trước đó có tên Cadbury's và Cadbury Schweppes) là công ty bánh kẹo mứt đa quốc gia từ Anh Quốc, thuộc sở hữu của Mondelez International từ năm 2010 (trước đó là Kraft Foods). Đây là thương hiệu bánh mứt lớn thứ hai trên thế giới sau Mars.